# Barbus mariae
Barbus mariae är en fiskart som beskrevs av Holly 1929. Barbus mariae ingår i släktet Barbus och familjen karpfiskar. IUCN kategoriserar arten globalt som otillräckligt studerad. Inga underarter finns listade.